# Camargo, Kentucky
Camargo är en ort i Montgomery County, Kentucky, USA. År 2000 hade orten 923 invånare. Den har enligt United States Census Bureau en area på 5,5 km², allt är land.